# Estación de Vicent Zaragozà
Vicente Zaragozá (en valenciano, Vicent Zaragozà) es una estación de las líneas 4 y 6 de Metrovalencia. Fue inaugurada el 21 de mayo de 1994. Se encuentra en la calle del doctor Vicente Zaragozá frente al número 83.
Anteriormente existió un apeadero cerca de la estación actual (denominado Benimaclet B) que formaba parte de la línea férrea entre Valencia-Pont de Fusta y Grao. Fue cerrado en 1990 por su estado ruinoso y transformada en la línea de tranvía actual.